# 22909 Gongmyunglee
22909 Gongmyunglee è un asteroide della fascia principale. Scoperto nel 1999, presenta un'orbita caratterizzata da un semiasse maggiore pari a 2,6354366 au e da un'eccentricità di 0,0427802, inclinata di 2,21934° rispetto all'eclittica.
L'asteroide è dedicato allo studente statunitense Gongmyung Lee.